# Bruna Colombettiová
Bruna Colombettiová provdaná Bruna Peronciniová (* 27. ledna 1936 – 26. července 2008 Milán, Itálie) byla italská sportovní šermířka, která se specializovala na šerm fleretem. Itálii reprezentovala v padesátých a šedesátých a letech. Na olympijských hrách startovala v roce 1956, 1960, 1964 a 1968 v soutěži jednotlivkyň a družstev. V roce 1955 obsadila druhé místo na mistrovství světa v soutěži jednotlivkyň. S italským družstvem fleretistek vybojovala na olympijských hrách 1960 bronzovou olympijskou medaili a s družstvem vybojovala v roce 1957 titul mistryň světa.